# Prostitute Disfigurement
Prostitute Disfigurement est un groupe néerlandais de brutal death metal, originaire de Veldhoven.

## Histoire
Prostitute Disfigurement commence en tant que trio, sans batteur, sous le nom de Disfigure et sort un album-démo homonyme. Après leur deuxième concert et l'arrivée d'un autre guitariste, ils ont décroché un contrat avec le label néerlandais Dismemberment Records. Ils changent leur nom en Prostitute Disfigurement et sortent leur premier album Embalmed Madness en octobre 2001, pour lequel ils utilisèrent une boîte à rythmes, et qui est tiré à 1 000 exemplaires. Plus tard, l'album est réédité par le label Unmatched Brutality.
En 2003, Prostitute Disfigurement signe avec le label discographique allemand Morbid Records et sort son deuxième album Deeds of Derangement en août 2003, cette fois avec un batteur. Par la suite, Prostitute Disfigurement tourne beaucoup, jouant dans des festivals comme Obscene Extreme, Morbid Festival et Rotterdam Deathfest. Ils montent sur scène avec des groupes comme Suffocation, Exhumed et Gorerotted.
En juin 2005, ils sortent leur troisième album, Left in Grisly Fashion, sur Neurotic Records. L'album comprend des apparitions en tant qu'invités de membres des groupes Disavowed, Arsebreed et Pyaemia. Entre 2005 et 2006, Prostitute Disfigurement donne des concerts dans toute l'Europe, de la Scandinavie à l'Italie, de la Grande-Bretagne à la Hongrie, notamment avec Vomitory et Rotten Sound ainsi que Deicide et Wykked Witch. En 2008 sort l'avant-dernier album en date de la formation, intitulé The Core.

## Style musical
Prostitute Disfigurement commence comme groupe de slam death metal. Le frontman Niels Adams se servait de pig squeals profonds, tandis que les autres membres du groupe jouaient du slam death plus ou moins monotone. Mais cela change au plus tard avec la sortie de Descendants of Depravity en 2008, qui marque définitivement le passage du slam death au brutal death. Les squeals profonds sont remplacés par des growls profonds, tandis que le groupe adopte un style beaucoup plus rapide et technique,.

## Discographie
- 2000 : Disfigure (démo)
- 2001 : Embalmed Madness (Dismemberment)
- 2003 : Deeds of Derangement (Morbid Records)
- 2005 : Left in Grisly Fashion (Neurotic Records)
- 2008 : Descendants of Depravity (album, Neurotic Records)
- 2014 : From Crotch to Crown (Willowtip)
- 2019 : Prostitute Disfigurement (Rising Nemesis Records)